# Quincy Bayview Bridge
Die Bayview Bridge ist eine Schrägseilbrücke über den Mississippi River, die Quincy in Illinois mit West Quincy in Missouri verbindet. Über die Brücke führt der U.S. Highway 24 in westlicher Richtung, in der Gegenrichtung führt der Highway 24 über die ältere Quincy Memorial Bridge.
Die Brücke entlastet die weiterhin in Betrieb befindliche Quincy Memorial Bridge. Das war notwendig geworden, da im stromabwärts gelegenen Hannibal (Missouri) die Interstate 72 verlängert werden sollte. Um dort Platz für die neue, im Jahr 2000 fertiggestellte Mark Twain Memorial Bridge zu schaffen, musste zuerst die alte Brücke, über die der U.S. Highway 36 führte, abgerissen werden. Um den dadurch beträchtlich zunehmenden Verkehr über Quincy zu bewältigen, wurde in Quincy die Bayview Bridge errichtet.